# Liste des lieutenants-gouverneurs de la Colombie-Britannique
Le lieutenant-gouverneur de Colombie-Britannique (en anglais : Lieutenant Governor of British Columbia) est le représentant de la Monarchie canadienne dans la province de Colombie-Britannique. Depuis le 24 avril 2018, la fonction est occupée par Wendy Lisogar-Cocchia.

## Histoire
La fonction est créée en 1871 quand la colonie de Colombie-Britannique devient une province du Canada.

## Lieutenants-gouverneurs
| #                                             | Photo | Nom                              | De   | à           |
| --------------------------------------------- | ----- | -------------------------------- | ---- | ----------- |
| Gouverneurs sous Édouard VII (1871 - 1901) :  |       |                                  |      |             |
| 1                                             |       | Joseph William Trutch            | 1871 | 1876        |
| 2                                             |       | Albert Norton Richards           | 1876 | 1881        |
| 3                                             |       | Clement Francis Cornwall         | 1881 | 1887        |
| 4                                             |       | Hugh Nelson                      | 1887 | 1892        |
| 5                                             |       | Edgar Dewdney                    | 1892 | 1897        |
| 6                                             |       | Thomas Robert McInnes            | 1897 | 1900        |
| 7                                             |       | Henri-Gustave Joly de Lotbinière | 1900 | →           |
| Gouverneurs sous George V (1901 - 1910) :     |       |                                  |      |             |
| 7                                             |       | Henri-Gustave Joly de Lotbinière | ←    | 1906        |
| 8                                             |       | James Dunsmuir                   | 1906 | 1909        |
| 9                                             |       | Thomas William Paterson          | 1909 | →           |
| Gouverneurs sous George V (1901 - 1910) :     |       |                                  |      |             |
| 9                                             |       | Thomas William Paterson          | ←    | 1914        |
| 10                                            |       | Francis Stillman Barnard         | 1914 | 1919        |
| 11                                            |       | Edward Gawler Prior              | 1919 | 1920        |
| 12                                            |       | Walter Cameron Nichol            | 1920 | 1926        |
| 13                                            |       | Robert Randolph Bruce            | 1926 | 1931        |
| 14                                            |       | John William Fordham Johnson     | 1931 | →           |
| Gouverneurs sous Édouard VIII (1936) :        |       |                                  |      |             |
| 14                                            |       | John William Fordham Johnson     | ←    | 1936        |
| 15                                            |       | Eric Werge Hamber                | 1936 | →           |
| Gouverneurs sous George VI (1936 - 1952) :    |       |                                  |      |             |
| 15                                            |       | Eric Werge Hamber                | ←    | 1941        |
| 16                                            |       | William Culham Woodward          | 1941 | 1946        |
| 17                                            |       | Charles Arthur Banks             | 1946 | 1950        |
| 18                                            |       | Clarence Wallace                 | 1950 | →           |
| Gouverneurs sous Élisabeth II (1952 - 2022) : |       |                                  |      |             |
| 18                                            |       | Clarence Wallace                 | ←    | 1955        |
| 19                                            |       | Frank Mackenzie Ross             | 1955 | 1960        |
| 20                                            |       | George R. Pearkes                | 1960 | 1968        |
| 21                                            |       | John Robert Nicholson            | 1968 | 1973        |
| 22                                            |       | Walter Stewart Owen              | 1973 | 1978        |
| 23                                            |       | Henry Pybus Bell-Irving          | 1978 | 1983        |
| 24                                            |       | Robert Gordon Rogers             | 1983 | 1988        |
| 25                                            |       | David Lam                        | 1988 | 1995        |
| 26                                            |       | Garde Gardom                     | 1995 | 2001        |
| 27                                            |       | Iona Campagnolo                  | 2001 | 2007        |
| 28                                            |       | Steven Point                     | 2007 | 2012        |
| 29                                            |       | Judith Guichon                   | 2012 | 2018        |
| 30                                            |       | Janet Austin                     | 2018 | →           |
| Gouverneurs sous Charles III (depuis 2022) :  |       |                                  |      |             |
| 30                                            |       | Janet Austin                     | ←    | 2025        |
| 31                                            |       | Wendy Lisogar-Cocchia            | 2025 | en fonction |